# Neige (bande dessinée)
Pour les articles homonymes, voir Neige (homonymie).
Neige est une série de bande dessinée créée par le scénariste Didier Convard et le dessinateur Christian Gine. Publiée à partir de 1986 dans l'hebdomadaire Tintin des éditions du Lombard, elle est reprise par Glénat à partir de 1991.
La série principale compte quinze albums, publiés de 1987 à 2022, et deux séries dérivées de trois albums écrites par Convard en collaboration avec divers auteurs : Neige Fondation (2010-2012) et Neige Origine (2015-2017).
Le quatorzième tome de la série principale a paru le 20 janvier 2021, plus de treize ans après la parution du tome précédent.
Le quinzième tome, publié l'année suivante en 2022, achève "La saga de Neige".

## Synopsis d'ensemble
Dans l'avenir, l'Europe confédérée contrôle le temps par un grand système de stations météorologiques. Une petite erreur de l'ordinateur Orion dérègle l'entretien de l'équilibre écologique, et la neige tombe sur l'Europe. La température baisse, la circulation est devenue en grande partie impossible, et dans les décennies suivantes, l'Europe se retrouve plongée dans un nouveau Moyen Âge, touchée par une épidémie - le mal d'Orion. L'Europe est coupée du monde extérieur par un mur électro-magnétique, qui empêche quiconque d'entrer ou de sortir de ce monde glacé.
Dans ce panorama de terreur, Neige est élevé par un vieux solitaire (Northman) qui l'a trouvé seul dans la neige, ses parents ayant été abattus. Étant adolescent, Neige part chercher les meurtriers de ses parents (il s'agit des deux premiers albums de la série).
Neige retourne ensuite avec Northman, qui œuvre avec une société secrète, Les Douze, pour sauver l'Europe. Neige devient alors l'instrument des Douze pour accomplir leur mission.

## Personnages principaux
Neige : c'est le héros de la série. C'est un jeune homme blond qui porte toujours un bandeau rouge autour de la tête. Son père adoptif Northman lui a appris comment survivre dans l'Europe glacée, il sait aussi bien se battre avec une épée qu'avec des armes à feu. Son meilleur ami est son chien Trace.
Northman : c'est le père adoptif de Neige. Northman apparaît comme un personnage plein de secrets et mystérieux. C'est le fondateur de la société des Douze et par conséquent son nom est Numéro Un. Il œuvre pour la survie de l'Europe.
Trace : c'est le chien barzoï de Northman. C'est lui qui découvre Neige, et il devient le compagnon de Neige. Il aide toujours Neige à se sortir des mauvaises passes, il est même prêt à se sacrifier pour le sauver.
Les Douze : société secrète fondée par Northman. Comme son nom l'indique, elle comprend 12 membres. Chacun de ses membres redonne à sa manière de l'humanité dans l'Europe qui a sombré dans le Moyen Âge. Les Douze sont :
- Northman. C'est le Leader de l'organisation. Il meurt de vieillesse dans A l'ombre de l'acacia.
- L'Écossais : il apparaît dès l'album L'Aube rouge. C'est le numéro 2. Il possède un ancien parc d'attractions dans lequel il tente de garder des animaux. C'est le maître de Cueille-la-mort. Il ne se remet pas de la trahison de ce dernier ni de la perte de la plupart de ses animaux. On apprend dans La chanson du muet qu'il est mourant.
- Le Doge : son vrai nom est Nostrorom, et c'est le numéro 5. C'est le maître de Venise, il essaye de sauver les œuvres d'art de Venise, et par conséquent la mémoire culturelle des Européens. Il apparaît dans les deux albums Intermezzo et Il diavolo. Il a sa propre organisation qui s'occupe de Venise : les Carnavaliers. Il est assassiné par Cueille-la-mort.
- Jabe Spinate : il apparaît pour la première fois dans Le Pisse-Dieu. C'est le numéro 7. Jabe dirige un monastère et a institué une nouvelle religion qui est un mélange de toutes les autres. Par son action, il tente de redonner la foi aux hommes.
- Paul : c'est le numéro 3. Il dirige des sapeurs.
- Père Tabac : son nom vient du fait qu'il passe son temps à fumer. C'est un ingénieur.
- Livie : une des trois femmes qui composent les Douze.
- Silence : une des trois femmes qui composent les Douze.
- Pentecôte : c'est le numéro 8, il s'occupe d'une centrale nucléaire près de Moscou.
- Aubépine : une des trois femmes, elle portait avant le numéro 7 mais elle a échangé son numéro avec Jabe Spinatte.
- Maître Cornue : il apparaît dès L'Aube rouge, c'est le numéro 10. C'est un chimiste.
- Décembre : Il ne fait qu'une brève apparition dans Les trois crimes de Judas. Son assassinat constitue l'intrigue de l'album.
- Dans l'album À l'ombre de l'acacia, on apprend qu'il y avait un autre membre, Lovak Häsbert surnommé par Northmann « le faux-frère », qui se montra trop orgueilleux pour rester l'un des Douze. Il tente de se venger d'eux mais est finalement vaincu.

Miséricorde : Chef du clan de l’aérodrome. Aussi fou que dangereux, il ne recule devant rien pour fournir à son clan le sel dont il a besoin. Paradoxalement, ce n'est qu'après son meurtre par Neige qu'il parviendra à son objectif - les douze acceptant alors de secourir ses anciens subordonnés.
Cueille-la-mort : personnage mystérieux de la série. Il apparaît dès L'Aube rouge comme le chef d'une bande de mercenaires qui protège l'Écossais, un des Douze. Il apparaît comme un guerrier qui porte en permanence un heaume. Son nom vient du fait qu'il tue des gens, mais il ne les oublie pas, il compte toutes les âmes qu'il a prises. Il a toujours sur lui le livre Les Fleurs du mal qu'il a pris à un enfant tué par erreur.
Il s'agit en réalité d'une femme qui est un agent extérieur chargé d'éliminer les Douze et donc Neige. Elle poursuit Neige jusqu'à sa mort dans l'album La brèche. C'est la mère du fils de Neige, Petit-Baptiste.
Le président des États extérieurs : il est à l'origine du sabotage d'Orion. Son but est de transformer l'Europe en décharge pour les déchets radioactifs. Mais il lui faut d'abord voler les clefs du mur.

## Thèmes
Avec la société des Douze, la série a pour thème récurrent la franc-maçonnerie. De nombreuses allusions sont présentes dans les différents albums : les Douze forment une Loge et suivent une organisation maçonnique.

## Publications

### Périodiques
- Didier Convard et Christian Gine, Neige :

1. La Mort corbeau, dans Tintin no 540-548 et 616-626, 1986-1987[2].
2. Récits courts dans Tintin, 1986-1987[2].
3. L'Aube rouge, dans Hello Bédé, 1989[2].
4. Banal Holocauste, dans BoDoï no 59-61, 2002-2003[3].

### Albums de bande dessinée
- Didier Convard et Christian Gine, Neige[4] :

1. Les Brumes aveugles, Le Lombard, 1987. Alfred Enfant au festival d'Angoulême[5]
Résumé. L'histoire commence par la fuite dans la neige de deux personnes, un homme et une femme. La femme tient dans ses bras un garçon, leur fils, d'une dizaine d'années. Ils sont rapidement rattrapés par leurs poursuivants, ceux-ci les tuent mais laissent le garçon vivant, seul dans la neige. Heureusement un homme, Northman et un chien, appelé Trace, passent près du lieu du crime et découvrent l'enfant avant que celui-ci ne soit dévoré par les corbeaux. L'homme baptise alors l'enfant Neige, car il l'a découvert dans la neige. L'homme ramène Neige chez lui, un fortin isolé et protégé, et le soigne. Lorsque celui-ci se réveille, il a perdu la mémoire et ne souvient ni de son nom, ni de son histoire. Northman lui apprend alors la vérité sur l'Europe gelée. À la fin du XXe siècle, L'Europe confédérée réussit à contrôler la météo et évite ainsi les famines. Mais une erreur dans l'ordinateur central Orion, modifie le climat de l'Europe, celle-ce se retrouve plongée dans le froid et la neige. Les états extérieurs décident d'isoler l'Europe en construisant un mur électro-magnétique. Ce mur comprend néanmoins douze portes qui permettent de le franchir. Désormais l'Europe coupée du monde se retrouve à une époque proche du Moyen Âge où les gens tentent de survivre par tous les moyens. Northman apprend à Neige à survivre dans ce monde. Après quelques années passées avec Northman, Neige veut connaître son identité et part vers la ville d'où il pense venir. Neige manque de se faire tuer dans la ville et est recueilli par les Hospitaliers, clan puissant qui prospère en vendant des doses de vaccin contre le mal d'Orion. Le chef des Hospitalier, Lenton se lie d'amitié avec Neige. Neige décide alors de rester avec les Hospitaliers pour découvrir son passé.
2. La Mort corbeau, Le Lombard, 1988
Résumé. Neige est toujours dans la ville en quête de son passé. Peu à peu des éléments de la fuite de ses parents lui reviennent en mémoire. Pendant ce temps, un camion transportant du sel (qui permet de guérir le mal d'Orion) tombe dans une crevasse et un clan s'empare de la cargaison. Il s'agit du clan de l'aérodrome mené par Miséricorde. Neige et quelques hospitaliers dont Lenton partent rechercher le camion de sel. Le clan de l'aérodrome se bat pour garder le sel et pendant cette bataille, Neige reconnaît le tatouage sur la main qui a tué ses parents, Lenton. Celui-ci se laisse alors tuer par Miséricorde. Peu après Neige découvre que ses parents ont volé pour lui une dose de vaccin et que Lenton a dû appliquer la loi en tuant ses propres amis. Neige retourne alors vers son père adoptif, Northman.
3. L'Aube rouge, Le Lombard, 1989
Cet album marque véritablement le début de la série, en effet les deux premiers albums sont une première présentation du héros et ils racontent la quête de Neige de son passé. À partir de cet album, les Douze entrent vraiment en action (bien qu'ils apparaissent dans Les Brumes aveugles et La Mort corbeau).
Résumé.L'album commence par la découverte par Maître Cornue d'un homme mourant qui annonce qu'il doit tuer les Douze. Maître Cornue, un des Douze, retrouve alors Northman dans son fortin et ils annoncent à Neige que chaque membre des Douze a en sa possession une des clés qui ouvrent le mur électro-magnétique. Mais les états extérieurs ont réussi à infiltrer en Europe des tueurs qui doivent récupérer les clés. En effet, les états extérieurs sont en surpeuplement et voudraient utiliser l'Europe. Neige doit aller récupérer chacune des clés. Il commence par aller chez le numéro 2 : l'Écossais. Sur le chemin, Neige rencontre Cueille-la-Mort, qui est le seigneur de guerre de l'Écossais. Lorsqu'il arrive chez l'Écossais qui garde des animaux dans un ancien parc d'attraction - sa mission consistant à conserver des exemplaires de la faune disparue - , Cueille-la-Mort se révèle être un tueur extérieur qui va devoir trahir son maître et tuer Neige. Cueille-la-Mort ouvre le camp à une bande de horsains qui attaque le parc d'attraction, tuant la plupart des animaux, et se bat avec l'Écossais, lorsque des débris ensevelissent Cueille-la-Mort. Une fois la bataille terminée, l'Écossais donne la clé à Neige et celui-ci repart vers Northman. Sur la dernière image, Cueille-la-Mort toujours en vie part à la poursuite de Neige et des Douze.
4. Intermezzo, Glénat, coll. « Grafica », 1991
Résumé. Neige est à Venise pour récupérer une des clés qui ouvre le mur. À son arrivée, Neige est précipité dans les eaux par des échassiers (le peuple de Venise), mais est récupéré par une société les Carnavaliers qui protège Venise. En effet, Venise est  maintenant en partie sous les eaux et les 33 Carnavaliers tentent de sauver la ville. Le chef des Carnavaliers est le Doge, de son vrai nom Nostrorom et numéro 5 des Douze. Nostrorom conserve les chefs-d'œuvre de Venise.Neige est à Venise pour récupérer la clé de Nostrorom, mais Cueille-la-Mort est toujours à sa poursuite.
5. Il diavolo, Glénat, coll. « Grafica », 1992
Résumé. Fin des aventures de Neige à Venise. Neige est récupéré après son combat contre Cueille-la-Mort par les Carnavaliers. Pendant qu'il lutte entre la vie et la mort, les Carnavaliers tentent de récupérer la clé que Cueille-la-Mort a pris sur Neige..
6. Le Pisse-Dieu, Glénat, coll. « Grafica », 1993
Résumé. Après être revenu de Venise, Northmann et Neige se rendent au monastère de Jabe Spinatte. Northmann veut réunir les Douze au monastère. En chemin ils rencontrent la famille du Pisse-Dieu qui est un évangéliste du monastère. Pisse-Dieu, sa femme Confession' et leur fils Chapelet tentent de redonner la foi aux hommes. Pendant la nuit, Confession est enlevée par l'ancien clan de l'aérodrome mené par son chef Miséricorde. Miséricorde va négocier Confession contre des doses de vaccin du mal d'Orion que possède le monastère. Neige va tout faire pour récupérer Confession saine et sauve..
7. Les Trois Crimes de Judas, Glénat, coll. « Grafica », 1994
L'album est divisé en deux parties : Les Douze suivi de Vézelay. Cet album marque la fin du premier cycle des aventures de Neige. Résumé. Les Douze se réunissent au monastère de Jabe Spinatte dans le but d'assembler les clés et de pratiquer une brèche dans le mur électro-magnétique. Neige est celui qui devra franchir le mur. Alors que les Douze sont réunis, Neige découvre un cadavre dans la chaudière. Le même soir, Décembre est assassiné dans sa chambre.
8. La Brèche, Glénat, coll. « Grafica », 1995
Résumé. Neige, Northmann et Livie se dirigent vers Étretat pour traverser le mur électro-magnétique qui entoure l'Europe. La brèche dans le mur sera pratiquée par les Douze qui sont restés à Vézelay. Lors de leur voyage, ils se rendent compte qu'ils sont suivis, mais ils n'arrivent pas à découvrir l'identité de leur poursuivant...
9. La Chanson du muet, Glénat, coll. « Grafica », 1997
10. À l'ombre de l'acacia, Glénat, coll. « Grafica », 1999
11. Petites Nouvelles de l'extérieur, Glénat, coll. « Grafica », 2000[6]
12. Banal Holocauste, Glénat, coll. « Grafica », 2003
13. Le Mur, Glénat, Glénat, coll. « Grafica », 2007
14. Le Printemps d'Orion (1/2), Glénat, coll. « Grafica », 2021
15. Le Printemps d'Orion (2/2), Glénat, coll. « Grafica », 2022

- Didier Convard et Christian Gine, Neige : L'Intégrale[4] :

1. L'Intégrale 1, Glénat, coll. « Grafica », 1996. Reprend les 5 premiers tomes.
2. L'Intégrale 2, Glénat, coll. « Grafica », 2000. Reprend les tomes 6 à 10.

### Publications dérivées
- Le Sourire du fou, Glénat, 1991. Roman.  (ISBN 2-7234-1426-4) (BNF 35469688)
- Les carnets de Neige. 1000 ans après, Ifrane, 1995.  (ISBN 2841530302)

### Séries dérivées
- Didier Convard et Éric Adam (scénario), Jean-Baptiste Hostache et Didier Poli (dessin), Neige : Fondation, Glénat, coll. « Grafica » :

1. Le Sang des Innocents, 2010  (ISBN 9782723470810).
2. L'Écharneur, 2011  (ISBN 9782723472364).
3. Le Mal d'Orion, 2012  (ISBN 9782723480222).

- Éric Adam et Didier Convard (scénario), et Fred Vignaux (dessin), Neige Origines, Glénat, coll. « Grafica » :

1. Les Douze, 2015  (ISBN 9782723485319).
2. Éden, 2016  (ISBN 9782344009260).
3. Le Paradis perdu, 2017.